# Robert Koch Intézet
Az 1891-ben alapított Robert Koch Intézet szövetségi szintű egészségügyi intézet Németországban, ami közvetlenül az Egészségügyi Minisztérium irányítása alá tartozik. Feladatai közé tartozik a fertőző és a nem fertőző betegségek kutatása és nyomon követése. Elnöke Prof. Dr. Reinhard Burger, elnökhelyettese PD Dr. Lars Schaade. 900 dolgozója közül 370 kutató, beleszámítva a doktoranduszokat és a gyakornokokat is.

## Feladatai
A Robert Koch Intézet feladata a betegségek kitörésének és a kockázati tényezők megfigyelése a népességben. Emellett tudományos igénnyel igyekszik megelőzni a betegségeket. Ehhez hozzátartozik az újabb diagnosztikai, kísérleti és járványtani fejlesztések végzése is, valamint értékeli a géntechnológiai munkákat, és foglalkozik környezetgyógyászattal is.
Jogi helyzetét az 1994. június 24-én hozott egészségügyi intézményekről szóló törvény szabályozza. Eszerint a fő tevékenységei:
- a betegségek felismerése, az ellenük való védekezés és leküzdésük
- a betegségek járványtani vizsgálata, beleértve felismerésüket és a kockázatok értékelését, az erről való tájékoztatást és mindezek dokumentálását
- a HIV-fertőzésekről és az AIDS-ről szóló adatok és tapasztalatok gyűjtése és értékelése, beleértve a társadalmi és szociális következményeket
- egészségügyi jelentések készítése
- a genetikailag módosított organizmusok (GMO) és a belőlük készült termékek kockázatainak értékelése és a humángenetika
- a fertőzésveszélyes anyagok szállításának egészségügyi kérdései
- a genetikailag módosított organizmusok és a belőlük készült termékek szállításának egészségügyi kérdései

A 2000. július 20-án hozott fertőzések elleni védekezésről szóló törvény újabb feladatokkal bízta meg a Robert Koch Intézetet:
- a német egészségügyi minisztérium központi kutató- és referenciaintézménye a biomedicina területén, különös tekintettel a fertőző betegségekre
- az egészségüggyel kapcsolatos anyagok intézkedésorientált központja
- a géntechnológiai és környezetgyógyászat minőségi kritériumainak és szabványainak referenciaközpontja
- az állami egészségügyi szolgálat központi intézete

## Története
Az RKI-t a porosz fertőző betegségek intézetének tudományos részlegeként alapították 1891-ben. Az intézetet Robert Koch vezette 1904-ig. 1900-ban költözött jelenlegi helyére, a Berlin-weddingi Rudolf-Virchow Kórház mellé.
A porosz intézetet 1935-ben beolvasztották a birodalmi egészségügyi hivatalba. Az intézet munkatársai részt vettek a koncentrációs táborokban zajló embertelen kísérletekben.
1952-től az újjáalapított szövetségi egészségügyi hivatal részévé vált, majd 1994-ben újra önállóvá lett. A német újraegyesüléssel több NDK-beli intézményt is magukba olvasztottak.

## Szervezete
Jelenleg Reinhard Burger vezeti az intézetet, akit 2010. augusztus 19-én iktattak be.
Szervezeti egységei
- Fertőző betegségek osztálya
- Járványtani és tájékoztatási osztály
- Fertőzésepidemiológiai osztály
- Biológiai biztonsági központ
- Géntechnológiai központ
- Fertőzésbiológiai és járványtani projektcsapatok
- Vezetőség
- Jogi osztály
- Sajtó, nyilvánosság, könyvtár
- Kutatócsoportok és koordinációjuk

## Fordítás
- Ez a szócikk részben vagy egészben  a   Robert Koch-Institut című német Wikipédia-szócikk fordításán alapul.  Az eredeti cikk szerkesztőit annak laptörténete sorolja fel. Ez a jelzés csupán a megfogalmazás eredetét és a szerzői jogokat jelzi, nem szolgál a cikkben szereplő információk forrásmegjelöléseként.